# 體細胞超突變

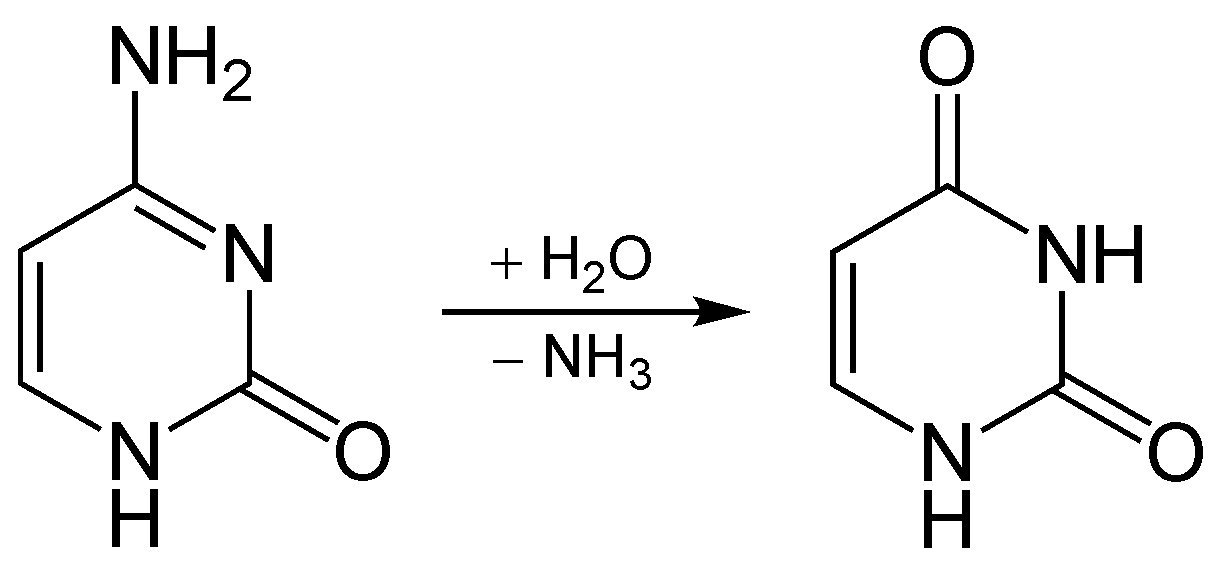
AID可催化C脫氨轉為U

體細胞超突變（英語：Somatic hypermutation，簡稱SHM）是脊椎動物免疫系統中B細胞製造對抗原具高親和力之抗體的一種機制，在B細胞於淋巴結生發中心進行親合力成熟的過程中，透過活化诱导性胞苷脱氨酶（AID）與APOBEC3G等胞嘧啶脫氨酶誘導C脫氨成U，進而啟動鹼基切除修復，由易誤（error-prone）的DNA聚合酶η完成修補而產生突變（也有觀點認為C脫氨成U後可以mRNA反轉錄的方式進行DNA修補而造成突變），增加B細胞製造的抗體多樣性，其中製造抗體對抗原親和力最高的B細胞會被免疫系統選擇，分化成漿細胞與記憶B細胞，使個體終生對該抗原具免疫力。體細胞超突變雖涉及DNA層級的改變，但並非生殖系突變，僅影響個別的B細胞而不會傳給子代。此機制的失控與B細胞淋巴瘤等多種癌症有關。